# Réserve écologique du Grand-Lac-Salé
Die Réserve écologique du Grand-Lac-Salé ist ein ökologisches Schutzgebiet im Osten der kanadischen Provinz Québec. Es wurde im Jahr 1996 auf einer Fläche von 2339 ha eingerichtet. Es liegt in der Grafschaftsgemeinde Minganie, im mittleren Süden der Insel Anticosti, und umschließt die größte Salzwasserlagune und die größten Salzmarschen der Region Anticosti-Minganie, den sogenannten Großen Salzsee, den Grand-Lac-Salé.

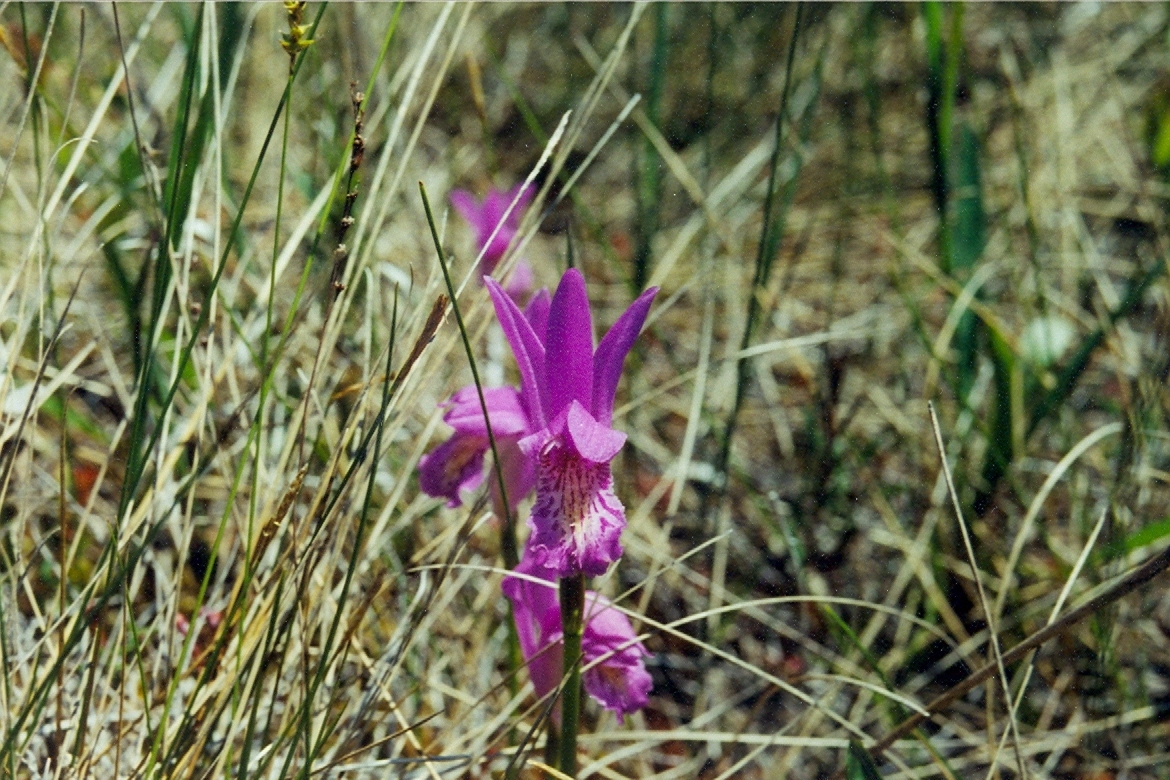
Arethusa bulbosa

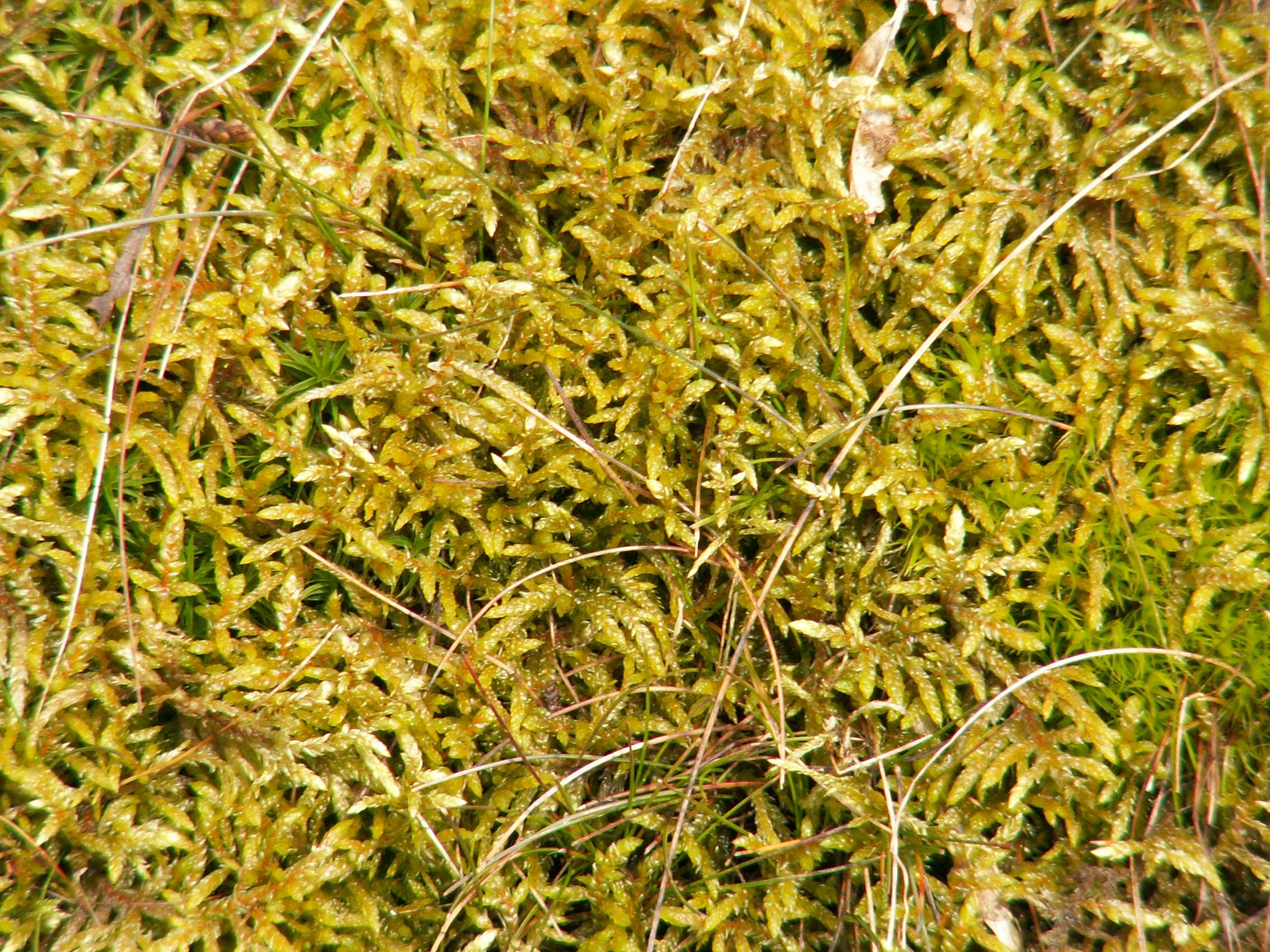
Rotstängelmoos

## Geologie
Der Untergrund des Gebiets besteht aus Sedimentgesteinen, deren Alter zwischen 400 und 600 Millionen Jahren liegt. Sie gehören zur Chicotte-Formation, deren Name vom nahegelegenen Chicotte-Fluss abgeleitet ist (nicht von der französischen Bezeichnung für die Nilpferdpeitsche). Dabei sind die Grenzen zwischen dem Ufergebiet und der permanent tidenfreien Plateaufläche darüber scharf abgegrenzt. Auf dem Plateau finden sich neben Sand und Kies große Mengen organischen Materials. Von einer Höhe von 5 bis 15 m fällt dieses Plateau beinahe senkrecht ab. Der nördliche Abschnitt der Klippen ist von einer dünnen Tillitschicht bedeckt. Auch der eigentliche Küstensaum untergliedert sich in einen Bereich, der eher selten überschwemmt wird, und in einen, der den Gezeiten vollständig ausgesetzt ist.

## Flora
Auf den überschwemmungsfreien Böden stehen Tannenwälder mit Weiß-Fichten sowie Rotstängelmoos (Pleurozium schreberi). Zahlreiche für diese Küstengebiete typische Pflanzen lassen sich beobachten, darunter gefährdete Arten wie Arethusa bulbosa, die in feuchten Wiesen und Mooren Nordamerikas lebt. Ebenfalls gefährdet sind Saum-Segge (Carex hostiana), Cypripedium parviflorum var. planipetalum aus der Gattung Cypripedium, Drosera linearis, eine fleischfressende Pflanze aus der Gattung Sonnentau (Drosera) sowie Xyris montana aus der Familie der Xyridaceae.